# Caroline Eichler
Margarethe Caroline Eichler (Nordhausen, 1808 o 1809 - Berlín, 6 de septiembre de 1843) fue una inventora, fabricante de instrumentos y diseñadora de prótesis alemana. Fue la primera mujer en Prusia en recibir una patente (para su prótesis de pierna) y también fue la inventora de la primera prótesis de mano moderna y práctica.

## Biografía
Caroline Eichler nació en 1808 o 1809, en aquellos días, a las mujeres jóvenes generalmente se les negaban oportunidades de educación superior o aprendizajes, y aunque no se ha encontrado documentación que describa su educación, su trabajo demuestra un conocimiento de física y mecánica técnica. Alrededor de 1826 Eichler trabajaba como niñera y luego trabajó como enfermera. 

Mientras trabajaba como enfermera, Eichler quedó impresionada por la desgracia de las personas amputadas:  
me sentí particularmente emocionada cuando, en el curso de mi oficio de enfermería, noté los múltiples sufrimientos de personas tan desafortunadas". (. . . ) Así que seguí la idea de (...) inventar y representar una máquina que fuera capaz de hacer menos sensible y perjudicial la pérdida sufrida de la pierna del interesado. 
En 1832 diseñó y construyó una pierna prótesis con articulación de rodilla, por la que recibió una patente de 10 años el 23 de noviembre de 1833. Hasta este momento, una prótesis de pierna era rígida: un pie con zancos, un trozo de madera inamovible que se ataba al muñón, era común. Lo construyeron carpinteros, herreros y talabarteros.
También recibió patentes para el Imperio Ruso y, el 13 de enero de 1835, también para el Reino de Baviera. Su patente de pierna y pie le permitió ser fabricante y vendedora exclusiva de su prótesis durante diez años:
Eichler anunció su prótesis de pierna y pie en un texto autoeditado, en el que menciona con orgullo que su diseño había pasado la inspección de Johann Friedrich Dieffenbach, jefe de cirugía en el Hospital Charité de Berlín, quien informó sobre el uso exitoso de la prótesis para uno de los sus pacientes y "elogió expresamente el diseño". 
Continuó el desarrollo de su prótesis, creando otra para una mano artificial, por la que también recibió una patente prusiana el 24 de noviembre de 1836. Esta fue la primera prótesis de miembro superior autoamplificada utilizable que se haya registrado. Luego, Eichler construyó un oficio en Berlín fabricando prótesis.
El 30 de octubre de 1837, Caroline Eichler se casó con el mecánico Friedrich Eduard Carl Krause de Bielefeld. Más tarde se divorció de él pero, incluso después del divorcio, Krause la extorsionó repetidamente. En la noche del 6 de septiembre de 1843, Krause volvió al apartamento de Eichler en Berlín para pedir dinero, cuando se produjo una discusión durante la cual, según el informe criminal, Krause la asesinó con una carpeta puntiaguda. Murió a los 34 años 

## Prótesis de pierna

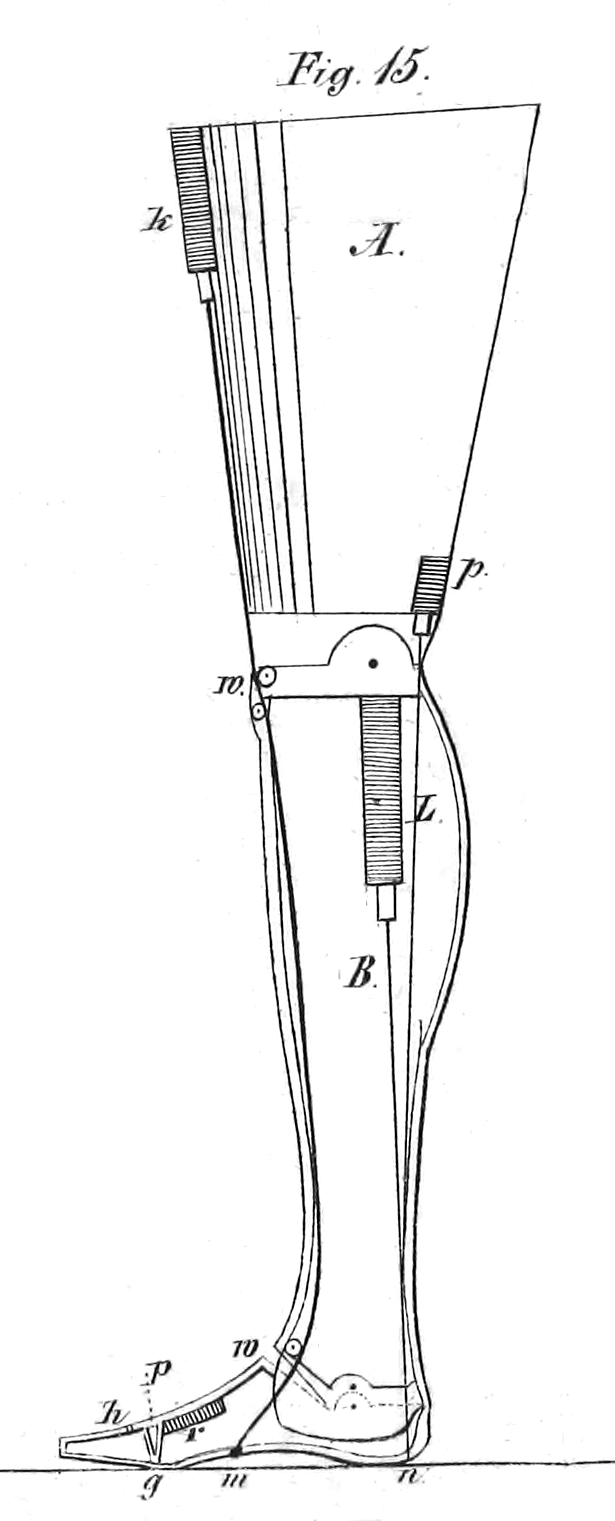
Pierna artificial desarrollada y patentada por Caroline Eichler.

La prótesis de pierna desarrollada por Eichler presentó varios avances sobre los diseños de la competencia de esa época. Por ejemplo, su pierna tenía una articulación de rodilla móvil que funcionaba de forma independiente, que antes no estaba disponible. Los diseños anteriores no tenían articulación de rodilla o, como las piernas artificiales descritas por el cirujano Ambroise Paré en el siglo XVI, tenían que operarse tirando de un cordón.
La construcción de Eichler consistió en un eje de hojalata, latón (y luego en alpaca) para el muñón de la pierna, una pierna inferior hueca hecha de madera de tilo, sauce o álamo pegada con lona, y un pie de dos partes, que también estaban hechas de madera, todo unido a la pieza articulada de la pierna. La hoja de metal para la diáfisis femoral podría conformarse en frío con relativa facilidad, permitiendo que la unión del muñón sea ajustable. Una de sus características importantes fue el peso de la prótesis. Era mucho más liviano en comparación con una estructura de madera sólida y pesaba solo alrededor de 2 kg.
Basándose en su experiencia como enfermera, dio gran importancia a la usabilidad práctica del dispositivo. Hasta entonces, era una práctica común colocar prótesis de pierna directamente contra el muñón, lo que hacía imposible el uso a largo plazo. Por el contrario, Eichler diseñó su prótesis para que se ajustara al muñón después de haberla envuelto con vendas y luego un embudo de cuero acolchado. Luego, se colocaba la prótesis sobre los vendajes y se colgaba sobre el hombro con una correa que se unía a la parte delantera y trasera del embudo para evitar una presión innecesaria sobre el muñón del muslo. 
Su diseño permitió que la articulación de la rodilla funcionara sin un dispositivo de bloqueo. Se movía utilizando una combinación de cuerdas y resortes cargados a presión, que, según Eichler, fueron diseñados para corresponder a los tendones y músculos humanos. Su mecanismo permitió que la rodilla se doblara al caminar, y los resortes llevaron la pierna a su posición inicial extendida cuando fue levantada. El amputado no tenía que ayudarse tirando de una cuerda.
Eichler comparó favorablemente el esfuerzo del amputado para caminar con su prótesis con el de un niño pequeño que aprende a caminar o alguien que aprende a bailar. Ella dijo que las muletas no eran necesarias con su diseño ya que solo se requería un bastón, y después de un período de entrenamiento de una a dos semanas, uno podría caminar sobre pisos pavimentados y sin pavimentar e incluso subir escaleras sin usar ni siquiera un bastón.

### Recepción
Expertos del Ministerio de Productos Medicinales de Prusia y del Ministerio de Comercio e Industria sometieron la prótesis a un examen exhaustivo antes de que finalmente se concediera una patente de diez años el 23 de noviembre de 1833. Eichler también recibió recomendaciones de numerosos médicos, incluidos los del Estado Mayor, Johann Wilhelm von Wiebel y Johann Friedrich Dieffenbach, quien era el jefe de cirugía en el Hospital Charité de Berlín.
Según los autores de la época, las prótesis de Eichler representaron un avance significativo en el movimiento de los amputados, especialmente en comparación con otros diseños y, en los países de habla alemana, sirvieron durante mucho tiempo como modelo y estándar para los diseños a seguir.

## Prótesis de mano
La mano artificial de Eichler de 1836 se considera la primera prótesis utilizable de la extremidad superior que se podía mover sin la ayuda de la otra mano sana del usuario. Se basó en el progreso realizado alrededor de 1812 por el dentista berlinés Peter Baliff para su diseño de una prótesis de mano. 
Baliff había adaptado los 1.5 kg de la <i>Mano de Hierro</i> del caballero feudal Götz von Berlichingen y diseñó una nueva prótesis de mano, pero no pasó de la fase de diseño. Su construcción resultó poco práctica y nunca se desarrolló un prototipo. Un punto de crítica para la mano de Baliff fue que los dedos estaban diseñados para abrirse activamente pero dependían de la fuerza de los resortes para cerrarse, es decir, se cerraban pasivamente, por lo que la prótesis carecía de fuerza o no podía cerrarse adecuadamente. Además, esta prótesis estaba hecha de chapa de hierro pesado y no satisfacía las necesidades prácticas, anatómicas o estéticas de los usuarios.
La prótesis de mano de Eichler, como la de Baliff, era operada por los músculos restantes en el muñón del brazo superior usando un mecanismo de tracción, pero su mecanismo difería significativamente. Los dedos se cerraron activamente y se estiraron nuevamente por medio de resortes helicoidales hechos de alambre de alpaca, uno en cada articulación de los dedos. Para la transmisión de potencia se utilizaron cuerdas de tripa con un diámetro de aproximadamente 1 mm.
Estructuralmente, los dedos presentaban tres articulaciones móviles y el pulgar tenía dos articulaciones. Los dígitos también se pueden mover individualmente usando cinco controles deslizantes separados en la muñeca, pero solo de forma pasiva. En contraste con las manos de hierro de la época del Renacimiento, la prótesis tenía un pulgar oponible que permitía un agarre con fórceps con un sexto deslizador.

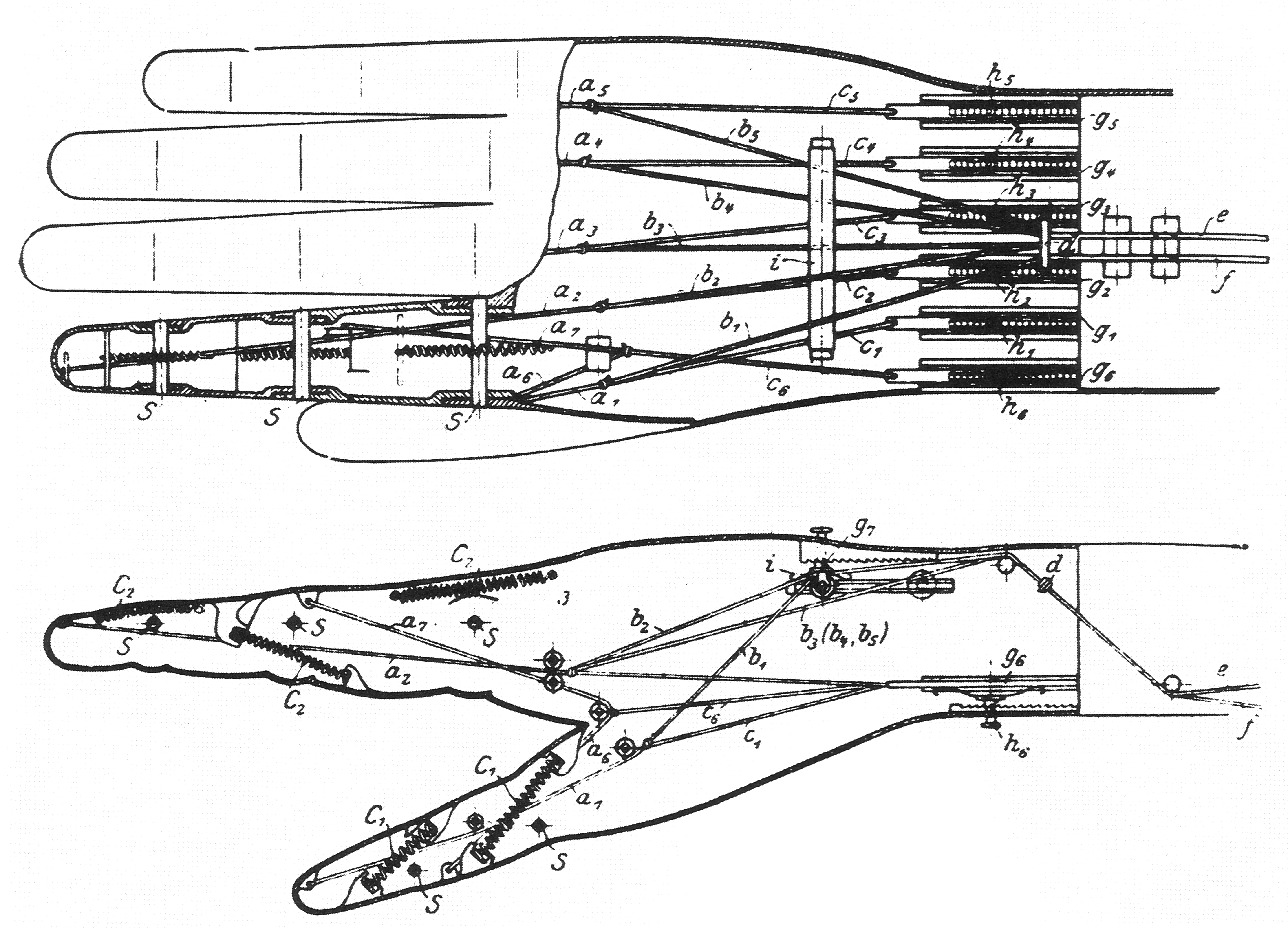
Primera mano artificial utilizable impulsada por el cuerpo, desarrollada por Caroline Eichler, patentada en 1836.

El modelo de Eichler también adoptó características de diseño de la Mano de Hierro: la muñeca se podía doblar a la altura de la muñeca y un cojinete radial permitía rotar pasivamente la mano en relación con el eje del antebrazo.
La prótesis de mano se formó a partir de una lámina de alpaca modelada a partir de dos modelos de yeso (uno del muñón del brazo y otro de la mano sana) y pesaba sólo unos 125 gramos. Las falanges se cubrieron con corcho en el interior para mejorar el agarre. El portador de la prótesis habría podido escribir, coser y bordar con ella, y también podría levantar cargas de hasta 9 kg. La mano se podía desmontar fácilmente en sus partes individuales para simplificar las reparaciones y mantener bajos los costos, pero el precio de compra era bastante alto, de 75 a 100 táleros. La alpaca utilizada por Eichler siguió siendo el material estándar para las prótesis de mano hasta el siglo XX.